# Стрезојево
Стрезојево (до 1991. Стрезој) је насељено место у општини Покупско, у Туропољу, Хрватска. До нове територијалне организације у Хрватској место је припадало бившој великој општини Велика Горица.

## Становништво
| Националност       | 1991.      |
| Хрвати             | 157 (100%) |
| Срби               | 0          |
| Југословени        | 0          |
| остали и непознато | 0          |
| Укупно             | 157        |